# Fährstraße (Stralsund)
Die Fährstraße im Stadtgebiet Altstadt in Stralsund verbindet die Külpstraße beim Alten Markt mit der Straße Am Fischmarkt und dem Verkehrsweg An der Fährbrücke am Hafen. Die Straße ist eine der ältesten der Stadt und gehört zum Kerngebiet des UNESCO-Welterbes Historische Altstädte Stralsund und Wismar. Sie verläuft in West-Ost-Richtung mit zwei leichten Knicken.

## Geschichte, Beschreibung
Die Fährstraße wurde erstmals im Jahr 1270 urkundlich benannt, um 1290 ist sie als Fuhrleutestraße erwähnt. Sie wurde nach den am Hafen gelegenen Fähranlegestellen benannt.
An der Ecke zur Wasserstraße bzw. zum Fährwall stand das innere Fährtor, welches im Jahr 1874 abgerissen wurde; ihm vorgelagert war das äußere Fährtor auf Höhe der heutigen Fährbrücke.
21 der Gebäude in der Fährstraße stehen unter Denkmalschutz (siehe auch Liste der Baudenkmale in Stralsund), das sind:
Nummer 1, Nummer 2, Nummer 6 a, Nummer 7, Nummer 8/10, Nummer 11, Nummer 14/15, Nummer 17 (Hafenkneipe Zur Fähre), Nummer 18, Nummer 19, Nummer 20/21, Nummer 22, Nummer 23 (Scheelehaus), Nummer 24, Nummer 25, Nummer 26, Nummer 27, Nummer 28, FNummer 29/30, Nummer 31 und Nummer 32. Zudem sind die Fassade und die Haustür vom Haus Fährstraße 12 sowie ein Gedenkstein vor dem Haus Fährstraße 21 als Baudenkmal ausgewiesen.
In dem Haus Fährstraße 23 wurde im Jahr 1742 der Chemiker Carl Wilhelm Scheele geboren. Vor dem Haus Fährstraße 21 fiel im Jahr 1809 im Kampf der preußische Offizier Ferdinand von Schill. Darauf weist eine Granitplatte auf dem Gehweg mit goldener Inschrift hin. Im Haus Fährstraße 25 wurde am 15. Dezember 1815 Heinrich Kruse geboren.
Der Straßenbelag ist im historischen kleinteiligen Pflasterdesign gehalten.

In der Straße steht ein Brunnen mit drei etwa lebensgroßen weiblichen Personen, einer aus einem Findling gearbeiteten Brunnenschale und einem historisierenden Trinkwasserbrunnen. Er wird auch Mägdebrunnen oder Die geschwätzigen Weiber genannt. Gestaltet hat das im Jahr 2003 aufgestellte Kunstwerk der Bildhauer Günter Kaden.